# بیلی چادویک (بازیکن فوتبال)
بیلی چادویک (انگلیسی: Billy Chadwick؛ زادهٔ ۱۹ ژانویهٔ ۲۰۰۰) بازیکن فوتبال است.